# Böhm Gusztáv
Böhm Gusztáv (Pest, 1823. június 14. – Újpest, 1878. június 23.) a Nemzeti Színház opera-rendezője.

## Élete
Már 13 éves kora óta a Nemzeti Színház hegedűse volt, Erkel Ferenc alatt. Magasabb zenei kiképeztetését Bécsben nyerte, ahová szülei a műegyetemre küldték és habár e tanfolyamot sikerrel végezte, mégis hajlama a zenéhez vonzotta. Ezután Aradra ment, ahol színházi karnagy lett és zenetanár, ott írta Vacot Imre Huszárcsíny című népszínművéhez a zenét. Innen 1860-ban Radnótfáy Nagy Sámuel a Nemzeti Színház operai rendezőtisztnek hívta meg, ahol mint karnagy a legjobb hírben állott; mint operai rendező körülbelül 15 évig működött és a külföldi színházak is igénybe vették jártasságát; igy Olaszországban az ő vezetése mellett került színre a Lohengrin és később a Rienzi. 1865-ben a színészakadémia tanára volt. Mint zeneszerző is a kiváló tehetségek közé tartozott; írt egy víg dalműt „A debreczeni biró" címmel, mely az 1860-as években került színre a Nemzeti Színházban. Meghalt 1878-ban újpesti nyaralójában.

## Művei
- Az álarczosbál, opera 5 felv. olaszból ford., zenéje Verditől. Pest, 1864. (Magy. kir. Operaház könyvtárában is. 20. Bpest, 1886.)
- Az afrikai nő, opera 5 felv. Scribe után ford. zenéje Meyerbeer Giacomotól. Uo. 1866. (Ormay Ferenczczel együtt. M. k. Operaház Könyvtárában is. 24. Uo. 1887.)
- Lohengrin, opera 3 felv. Wagner Richard után ford. Uo. 1866. (Ormay Ferenczczel együtt Nemz. Szinház Könyvtára 25. Uo. 1875. és M. kir. Operaház K. 35. Bpest, 1889.)
- Hamlet, opera 5 felv. Carré és Barbier után ford., zenéje Thomas Ambrustól Uo. 1870. (M. k. Operaház K. 9. Uo. 1886.)
- Rienzi az utolsó tribun, nagy dalmű 5 felv. ford. Uo. 1874. (Nemz. Szinház Könyvtára 73.)
- Piccolino, víg dalmű 3 felv. Sardon V. és Nuiter K. után ford. zenéje Guiraud Ernőtől. Uo. 1878. (Nemz. Szinház Könyvtára 113.)
- Jeanette menyegzője, vig dalmű 1 felv. Carré M. és Barbier Gy. után ford., zenéje Massé V.-től. Uo. 1879. (Nemz. Szinház Könyvtára 122.)
- A varázsfuvola, dalmű 3 felv. Schikander Manó után ford, zenéje Mozart Amadétól. Uo. év n. (Metzger Emil librettókivonatai II.)

A magyar zene és a czigányokról c. németből fordított hosszabb értekezése az Aradi Hiradóban (1858–59) jelent meg.